# Черен път
Черен път е често използван термин, с който се назовава път, който няма асфалтова или каквато и да е друга изкуствена покривка.
Често биват използвани и синонимите „почвен път“ и „коларски път“. Черни пътища са често срещани и се прокарват на места, където поради различни причини не може да бъде построен асфалтов път. Срещат се най-вече в провинцията и извън градовете, като се ползват за бърза връзка между две населени места. Биват прокарвани и през ниви и полета за връзка с главни пътища. В планинските села и райони черните пътища преобладават над асфалтовите. Често не са дадени на картите, освен ако не са поддържани и не представляват важна връзка между населени места. В някои страни, като например Китай, черните пътища се категоризират като „Четвъртокласен път“.